# Москаленко Михайло Іванович
Москале́нко Миха́йло Іва́нович (нар. 9 лютого 1953) — колишній радянський футболіст, голкіпер низки український клубів, серед яких: київське «Динамо», дніпропетровське «Дніпро», чернігівська «Десна» та інші. Майстер спорту СРСР (1978).

## Життєпис
Михайло Москаленко розпочинав кар'єру у ДЮСШ київського «Динамо», згодом перейшов до динамівського дублю, у складі якого став чемпіоном СРСР серед дублюючих складів 1974 року. У першій команді дебютував у 1976 році, був основним голкіпером у весняній частині сезону, а ось у осінній грав рідше, що не завадило йому стати володарем срібних нагород на рівні з іншими гравцями клубу. Втративши надію заграти у «Динамо», перейшов до дніпропетровського «Дніпра», хоча й там провів лише один матч.
У 1979 році захищав кольори івано-франківського «Спартака», згодом опинився у друголіговому СКА (Київ), а у 1981 році виступав за фастівський «Рефрижератор», разом з яким став бронзовим призером чемпіонату України серед аматорських колективів. Наступного року Москаленко повернувся до професійного футболу, зайнявши місце у воротах чернігівської «Десни». Михайло провів 41 матч з 46 зіграних командою і допоміг команді посісти друге місце у 6ій зоні другої ліги. Наступного року він втратив статус основного голкіпера, а по закінченню сезону завершив професійну кар'єру.

## Досягнення
- Срібний призер чемпіонату СРСР (1): 1976(о)
- Майстер спорту СРСР (1978)